# William Beveridge
William Henry Beveridge (ur. 5 marca 1879, zm. 16 marca 1963) – brytyjski ekonomista i społecznik.

## Życie
Był pracownikiem ministerstwa handlu w rządzie Wielkiej Brytanii (1908). W 1909 przygotował raport o bezrobociu, gdzie postawił tezę o pozytywnym wpływie interwencjonizmu państwowego na gospodarkę wolnorynkową. był współautorem ustaw: o urzędach pośrednictwa pracy (Labour Exchanges Act, 1909) oraz o powszechnym ubezpieczeniu społecznym (National Insurance Act, 1911).
W latach 1919–1937 stał na czele London School of Economics. W 1937 został profesorem na Uniwersytecie Oksfordzkim.
W 1941 z rekomendacji rządu zajął się kontrolą służb społecznych. W efekcie w 1942 powstał  Raport Beveridge’a.

## Publikacje
- Insurance for All (1924)[2]
- Full Employment in a Free Society (1944)[2]